# Somassi (Pella)
Pour les articles homonymes, voir Somassi.
Somassi est une localité située dans le département de Pella de la province du Boulkiemdé dans la région Centre-Ouest au Burkina Faso.

## Démographie
| 2003 | 2006  | 2012 |
| ---- | ----- | ---- |
| 965  | 1 064 | -    |

## Santé et éducation
Somassi accueille un centre de santé et de promotion sociale (CSPS) tandis que le centre médical avec antenne chirurgicale (CMA) se trouve à Nanoro.
Le village possède une école primaire publique.